# Stoomoven

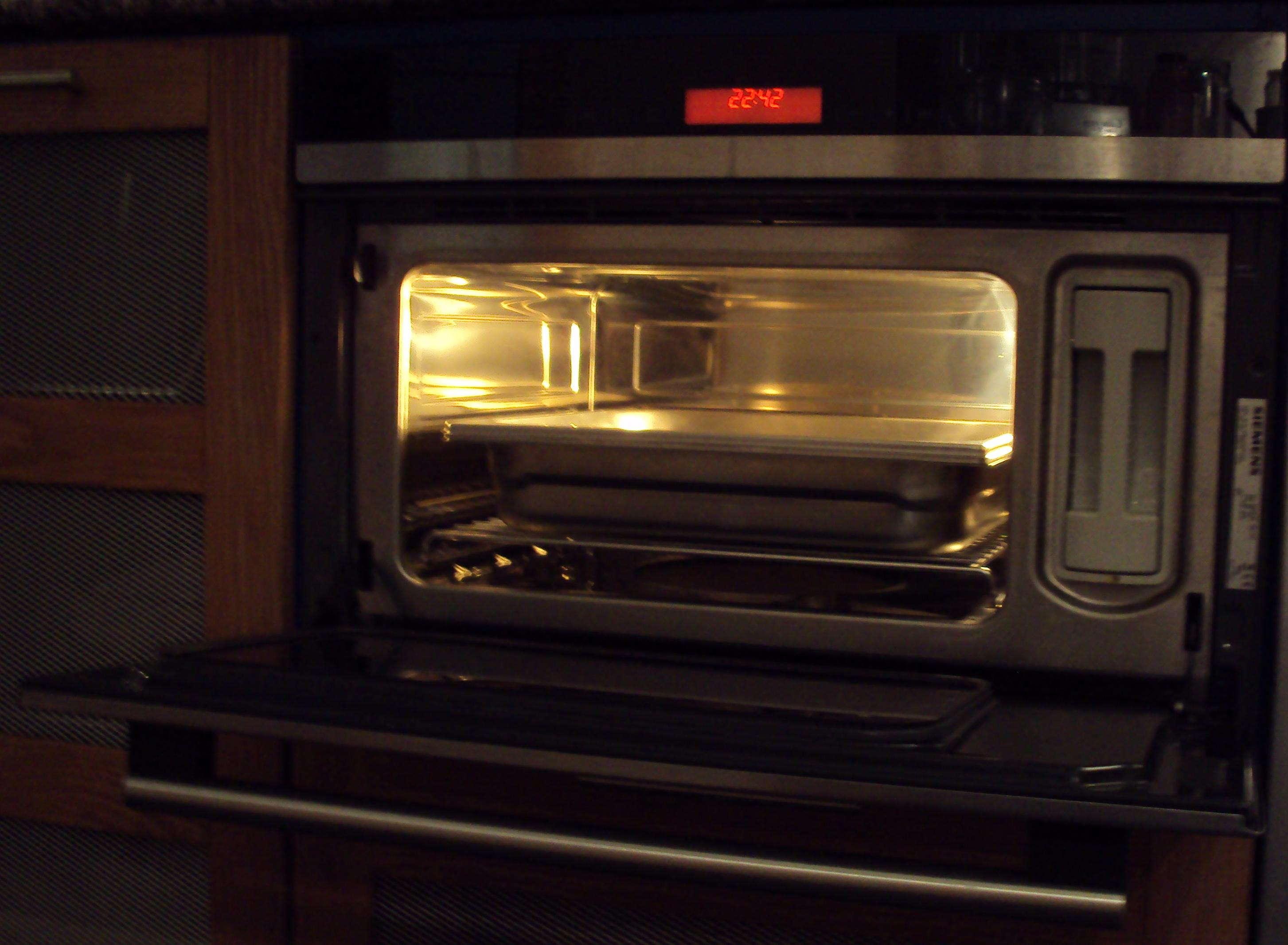
Een drukloze inbouwstoomoven

Een stoomoven is een keukenapparaat dat waterdamp (stoom) gebruikt om voedsel mee te bereiden.

## Typen
Stoomovens kunnen in twee hoofdgroepen worden ingedeeld: hogedrukovens en drukloze stoomovens.

### Drukloze stoomoven
De drukloze ovens kunnen weer in twee groepen ingedeeld worden: bij het ene oventype wordt water in de warme ovenruimte gebracht, waardoor stoom ontstaat. Dit houdt in dat de ovenruimte verwarmd moet zijn tot minimaal het kookpunt.
Bij de ander oventype wordt stoom buiten de ovenruimte gevormd en vervolgens in de oven gebracht. Hierdoor kunnen bij dit type oven gerechten op een lagere temperatuur met stoom worden gegaard.

## Toepassingen
Voor toepassingen zoals het bakken van brood (knapperige korst gewenst) is een combi-stoomoven een mogelijkheid, vanwege het kunnen combineren van heteluchttechniek met stoomtechniek.
Ook kan men een drukloze stoomoven met stoominjectie gebruiken om brooddeeg te laten rijzen en voedsel te ontdooien. Door deze techniek kan de temperatuur nauwkeurig geregeld worden en werkt de stoom als een doeltreffende deksel die uitdroging voorkomt.

## Voor- en nadelen

### Voordelen
Door het garen in stoom blijven smaak en voedingsstoffen (vitaminen) van voedsel beter bewaard. Groente, vlees en vis zijn alle goed in een stoomoven te bereiden. Bij groente wordt het voordeel bereikt doordat de groente niet in water ligt tijdens het koken, wat later afgegoten zou worden. Dit komt zowel de smaak als uiterlijk (kleur) ten goede. Bij vis en vlees is het voordeel dat er bij een lagere temperatuur gekookt kan worden. Bepaalde eiwitten veranderen van structuur, uiterlijk en smaak wanneer ze boven de 100 °C verhit worden. Vis en (veel) vleessoorten garen al bij 75 - 80 °C. De eiwitten blijven dan 'heel'. 
Een stoomoven kan gecombineerd zijn met een traditionele elektrische heteluchtoven. Bij een dergelijke combi-stoomoven wordt er in de functie van heteluchtoven dan eenvoudigweg geen stoom toegevoegd. Ook is in de uitvoering een combinatie mogelijk met de magnetron.

### Nadelen
Als nadeel geldt dat de aanschaf van een stoomoven duurder is dan een stoommand (ook wel stoombloem of paninzet), of dan een hogedrukpan/snelkookpan. Ook duurt het bereiden langer dan in een snelkookpan. Inkijken in de pan is niet mogelijk, tenzij het voedsel bereid wordt in een glazen schaal (immers bij het tussentijds openen van de oven verliest deze haar stoom).